# Фоджа
Фоджа (італ. Foggia) — місто та муніципалітет в Італії, у регіоні Апулія, столиця провінції Фоджа.
Фоджа розташована на відстані близько 260 км на схід від Рима, 115 км на захід від Барі.
Населення — 152 770 осіб (2014).
Щорічний фестиваль відбувається 22 березня. Покровитель — Madonna dell'Iconavetere, san Guglielmo e san Pellegrino.

## Клімат
Місто знаходиться у зоні, котра характеризується вологим субтропічним кліматом. Найтепліший місяць — липень із середньою температурою 24.8 °C (76.6 °F). Найхолодніший місяць — січень, із середньою температурою 7.3 °С (45.1 °F).
| Клімат Фоджи            | Клімат Фоджи | Клімат Фоджи | Клімат Фоджи | Клімат Фоджи | Клімат Фоджи | Клімат Фоджи | Клімат Фоджи | Клімат Фоджи | Клімат Фоджи | Клімат Фоджи | Клімат Фоджи | Клімат Фоджи | Клімат Фоджи |
| Показник                | Січ.         | Лют.         | Бер.         | Квіт.        | Трав.        | Черв.        | Лип.         | Серп.        | Вер.         | Жовт.        | Лист.        | Груд.        | Рік          |
| Абсолютний максимум, °C | 22           | 22           | 27           | 31           | 37           | 39           | 42           | 44           | 45           | 32           | 26           | 21           | 45           |
| Середній максимум, °C   | 11,6         | 12,6         | 15,1         | 18,7         | 24,1         | 28,4         | 31,6         | 31,4         | 27,6         | 22,1         | 16,7         | 12,7         | 21,1         |
| Середня температура, °C | 7,2          | 7,8          | 9,8          | 12,8         | 17,6         | 21,7         | 24,8         | 24,7         | 21,4         | 16,8         | 11,8         | 8,4          | 15,4         |
| Середній мінімум, °C    | 2,9          | 3,1          | 4,6          | 7            | 11,1         | 15           | 17,9         | 18           | 15,2         | 11,4         | 7            | 4,2          | 9,8          |
| Абсолютний мінімум, °C  | −10          | −4           | −5           | −2           | 2            | 7            | 9            | 10           | 6            | 2            | −3           | −3           | −10          |
| Норма опадів, мм        | 41.7         | 40.5         | 42.9         | 36.4         | 37.1         | 35.6         | 26           | 27.2         | 45.6         | 52.6         | 52.6         | 56.5         | 494.7        |
| Днів з опадами          | 6,4          | 6,8          | 6,7          | 6,1          | 4,9          | 4,6          | 2,9          | 3,9          | 5            | 6            | 6,8          | 7,6          | 67,7         |
| Днів з дощем            | 6            | 4            | 4            | 5            | 5            | 3            | 1            | 3            | 4            | 5            | 6            | 5            | 56           |
| Вологість повітря, %    | 80           | 77           | 74           | 71           | 69           | 65           | 61           | 64           | 68           | 74           | 79           | 81           | 71.9         |
| ----------------------- | ------------ | ------------ | ------------ | ------------ | ------------ | ------------ | ------------ | ------------ | ------------ | ------------ | ------------ | ------------ | ------------ |
| Джерело: Weatherbase    |              |              |              |              |              |              |              |              |              |              |              |              |              |

## Демографія
Населення за роками:

Станом на 1 січня 2023 року в муніципалітеті офіційно проживало 8839 іноземців з 103 країн, серед них 1878 громадян країн Євросоюзу та 449 громадян України.

## Уродженці
- Паскуале Падаліно (*1972) — італійський футболіст, захисник, захисник, згодом — футбольний тренер.

## Сусідні муніципалітети
- Асколі-Сатріано
- Карапелле
- Кастеллуччо-деі-Саурі
- Лучера
- Манфредонія
- Ордона
- Орта-Нова
- Риньяно-Гарганіко
- Сан-Северо
- Троя